# Trachelas hamatus
Espèce
Trachelas hamatus est une espèce d'araignées aranéomorphes de la famille des Trachelidae.

## Distribution
Cette espèce est endémique du Veracruz au Mexique. Elle se rencontre vers Tequila et Las Vigas.

## Description
Le mâle holotype mesure 5,76 mm et la femelle paratype 7,60 mm.

## Publication originale
- Platnick & Shadab, 1974 : A revision of the tranquillus and speciosus groups of the spider genus Trachelas (Araneae, Clubionidae) in North and Central America. American Museum Novitates, no 2553, p. 1-34 (texte intégral).